# CCH Pounder
CCH Pounder, pseudonimo di Carol Christine Hilaria Pounder (Georgetown, 25 dicembre 1952), è un'attrice guyanese naturalizzata statunitense.

## Biografia
Ha debuttato nel 1979 nel film All That Jazz - Lo spettacolo comincia di Bob Fosse, mentre nel 1987 ha interpretato il ruolo di Brenda in Bagdad Café. Ha recitato in numerose serie televisive, tra le quali Hill Street giorno e notte, Miami Vice, X-Files e The Shield. La si ricorda nelle prime stagioni di E.R. - Medici in prima linea nel ruolo della dottoressa Angela Hicks e nella serie tv precedentemente citata, The Shield, nel ruolo del detective Claudette Wyms, che le è valso anche numerosi premi. 
Ha interpretato il ruolo di Mo'at ovvero la Tsahìk, la guida spirituale, la sciamana del clan Na'vi degli Omaticaya, nel kolossal di James Cameron Avatar, uscito nel 2009. Più di recente ha interpretato un ruolo in Warehouse 13, come capo del magazzino e in Sons of Anarchy nei panni della procuratrice distrettuale Tyne Patterson.
Ha interpretato il medico legale Dr. Loretta Wade in tutta la serie drammatica poliziesca NCIS: New Orleans.

## Filmografia

### Cinema
- L'onore dei Prizzi (Prizzi's Honor), regia di John Huston (1985)
- Bagdad Café (Out of Rosenheim), regia di Percy Adlon (1987)
- Cartoline dall'inferno (Postcards from the Edge), regia di Mike Nichols (1990)
- Benny & Joon, regia di Jeremiah S. Chechik (1993)
- Sliver, regia di Phillip Noyce (1993)
- RoboCop 3, regia di Fred Dekker (1993)
- Il cavaliere del male (Demon Knight), regia di Gilbert Adler e Ernest Dickerson (1995)
- Aladdin e il re dei ladri (Aladdin and the King of Thieves), regia di Tad Stones (1996) - voce
- Face/Off - Due facce di un assassino (Face/Off), regia di John Woo (1997)
- Giorni contati - End of Days (End of Days), regia di Peter Hyams (1999)
- Orphan, regia di Jaume Collet-Serra (2009)
- Avatar, regia di James Cameron (2009)
- Home Again, regia di Sudz Sutherland (2012)
- Shadowhunters - Città di ossa (The Mortal Instruments: City of Bones), regia di Harald Zwart (2013)
- Godzilla II - King of the Monsters (Godzilla: King of the Monsters), regia di Michael Dougherty (2019)
- Avatar - La via dell'acqua (Avatar: The Way of Water), regia di James Cameron (2022)
- Rustin, regia di George C. Wolfe (2023)
- Una pallottola spuntata (The Naked Gun), regia di Akiva Schaffer (2025)
- Avatar - Fuoco e cenere (Avatar: Fire and Ash), regia di James Cameron (2025)

### Televisione
- Quando l'estate muore (As Summers Die), regia di Jean-Claude Tramont – film TV (1986)
- La gatta (If Tomorrow Comes), regia di Jerry London – miniserie TV (1986)
- Miami Vice – serie TV, episodio 5x21 (1989)
- Psycho IV (Psycho IV: The Beginning), regia di Mick Garris – film TV (1990)
- I Robinson (The Cosby Show) – serie TV, episodio 8x20 (1992)
- X-Files (The X-Files) – serie TV, episodio 2x05 (1994)
- 1952, episodio di Tre vite allo specchio (If These Walls Could Talk), regia di Nancy Savoca – film TV (1996)
- E.R. - Medici in prima linea (E.R.) – serie TV, 24 episodi (1994-1997)
- Millennium – serie TV, 5 episodi (1996-1998)
- West Wing - Tutti gli uomini del Presidente (The West Wing) – serie TV, episodio 1x15 (2000)
- The Shield – serie TV, 88 episodi (2002-2008)
- Law & Order - Unità vittime speciali - serie TV, 5 episodi (2001-2010)
- Sons of Anarchy – serie TV, 14 episodi (2013-2014)
- Warehouse 13 – serie TV, 22 episodi (2009-2014)
- NCIS: New Orleans – serie TV, 155 episodi (2014-2021)
- Black Cake – serie TV, episodio 1x08 (2023)
- Full Circle, regia di Steven Soderbergh – miniserie TV (2023)
- Il problema dei 3 corpi (3 Body Problem) – serie TV, episodi 1x06-1x08 (2024)

## Doppiatrici italiane
Nelle versioni in italiano delle opere in cui ha recitato, CCH Pounder è stata doppiata da:
- Anna Rita Pasanisi in Benny & Joon, Cartoline dall'inferno, Capsula di salvataggio, Giorni contati, Orphan, Numb3rs, Il problema dei 3 corpi
- Anna Cesareni in E.R. - Medici in prima linea, The Shield, Godzilla II - King of the Monsters, Una pallottola spuntata
- Cristiana Lionello in Avatar, NCIS - Unità anticrimine, NCIS: New Orleans, Avatar - La via dell'acqua
- Aurora Cancian in Cercando Christina, Chicago Cop - Paure incrociate, West Wing - Tutti gli uomini del Presidente
- Graziella Polesinanti in The Practice - Professione avvocati, Revenge
- Sonia Scotti in Millennium
- Cinzia De Carolis in Law & Order - Unità vittime speciali (ep. 3x10)
- Stefania Romagnoli in Law & Order - Unità vittime speciali (ep. 5x18, 10x03)
- Ida Sansone in RoboCop 3
- Noemi Gifuni in X-Files
- Lorenza Biella in Jack Reed 3 - Paure incrociate
- Angela Citterich in Face/Off - Due facce di un assassino
- Anna Melato ne Il cavaliere del male
- Monica Pariante in Squadra Med - Il coraggio delle donne
- Monica Gravina in Psyco IV
- Paila Pavese in Sliver
- Elena Bianca in Warehouse 13
- Alessandra Korompay in Shadow Hunters - Città di ossa
- Vittoria Febbi in Sons of Anarchy
- Daniela Abruzzese in Rustin
- Laura Romano in Full Circle

Da doppiatrice è sostituita da:
- Stefania Patruno in W.I.T.C.H.
- Angiola Baggi in Aladdin e il re dei ladri
- Valeria Perilli in Archer
- Cristiana Lionello in The Lion Guard